# ゴイチ・ヤマウチ
ゴイチ・ヤマウチ（Goiti Yamauchi、1993年1月5日 - ）は、ブラジルの男性総合格闘家。愛知県安城市出身。ヤマウチ・チーム／アカデミア・アリーナ所属。

## 来歴
愛知県安城市で日本人の父親と日系ブラジル人の母親との間に生まれ、3歳の時にブラジルのパラナ州クリチバに移住した。9歳からブラジリアン柔術を始め、その後はムエタイ、ボクシング、レスリングなど様々な格闘技を経験する。2007年、アマチュアボクシングでジョン・リネカーを破り、パラナ州のアマチュアボクシング王者となった。

### 総合格闘技
2010年、プロ総合格闘技デビュー。ローカル団体で15戦14勝の戦績を残す。

#### Bellator
2013年9月13日、Bellator初参戦となったBellator 99でムサ・トリバーと対戦し、リアネイキドチョークで1R一本勝ち。
2014年2月28日、Bellator 110のフェザー級トーナメント準々決勝でウィル・マルティネスと対戦し、0-3の判定負け。
2015年10月23日、Bellator 144でISAOと対戦し、リアネイキドチョークで3R一本勝ち。
2016年10月21日、ライト級復帰戦となったBellator 162でライアン・クートゥアと対戦し、腕ひしぎ十字固めで1R一本勝ち。
2018年1月20日、Bellator 192で元Bellator世界ライト級王者マイケル・チャンドラーと対戦し、0-3の判定負け。
2019年12月29日、BELLATOR JAPANでダロン・クルックシャンクと対戦し、リアネイキドチョークで1R一本勝ち。この試合は契約体重がライト級の70.3kgだったが、ヤマウチが1.34kgオーバーして前日計量で失格となったことで、キャッチウエイトの71.6kg契約で行われた。
2021年4月9日、Bellator 256でダン・モレットと対戦し、1-2の判定負け。しかし、海外のMMAメディアサイトの採点では9人中9人の記者がヤマウチの勝利を支持し、ファンの判定投票でも87%がヤマウチ勝利を支持するなど物議を醸す判定となった。
2022年4月23日、ウェルター級転向初戦となったBellator 279でレヴァン・チョケリと対戦し、腕ひしぎ十字固めで1R一本勝ち。
2022年8月12日、Bellator 284でウェルター級ランキング5位のネイマン・グレイシーと対戦し、右アッパーでダウンを奪いパウンドで2RKO勝ち。
2023年3月10日、Bellator 292でウェルター級ランキング2位のマイケル・ペイジと対戦し、ペイジが放った右ローキックで右膝を負傷し、開始26秒のTKO負け。

## 人物・エピソード
- Bellatorにおける最多一本勝利記録「9勝」を保持している。

## 戦績
| 総合格闘技 戦績 | 総合格闘技 戦績 | 総合格闘技 戦績 | 総合格闘技 戦績 | 総合格闘技 戦績 | 総合格闘技 戦績 | 総合格闘技 戦績 |
| --------------- | --------------- | --------------- | --------------- | --------------- | --------------- | --------------- |
| 37 試合         | (T)KO           | 一本            | 判定            | その他          | 引き分け        | 無効試合        |
| 30 勝           | 4               | 21              | 5               | 0               | 0               | 0               |
| 7 敗            | 1               | 0               | 6               | 0               | 0               | 0               |

| 勝敗 | 対戦相手                       | 試合結果                             | 大会名                                                               | 開催年月日     |
| ○    | 内藤由良                       | 1R 1:10 TKO（左ジャブ→パウンド）     | PANCRASE 353                                                         | 2025年4月27日  |
| ×    | アンドレイ・コレシュコフ       | 5分3R終了 判定0-3                    | PFL 6 【2024年PFLウェルター級トーナメント・レギュラーシーズン2回戦】 | 2024年6月28日  |
| ○    | ネイマン・グレイシー           | 5分3R終了 判定3-0                    | PFL 3 【2024年PFLウェルター級トーナメント・レギュラーシーズン1回戦】 | 2024年4月19日  |
| ×    | マイケル・ペイジ               | 1R 0:26 TKO（右ローキック）          | Bellator 292: Nurmagomedov vs. Henderson                             | 2023年3月10日  |
| ○    | ネイマン・グレイシー           | 2R 3:58 KO（右アッパー→パウンド）    | Bellator 284                                                         | 2022年8月12日  |
| ○    | レヴァン・チョケリ             | 1R 3:49 腕ひしぎ十字固め             | Bellator 279                                                         | 2022年4月23日  |
| ○    | クリス・ゴンザレス             | 1R 3:53 TKO（右ストレート→パウンド） | Bellator 263                                                         | 2021年7月31日  |
| ×    | ダン・モレット                 | 5分3R終了 判定1-2                    | Bellator 256                                                         | 2021年4月9日   |
| ○    | ダロン・クルックシャンク       | 1R 3:11 リアネイキドチョーク         | BELLATOR JAPAN 【RIZIN×BELLATOR対抗戦 先鋒戦】                       | 2019年12月29日 |
| ○    | サード・アワッド               | 1R 1:40 腕ひしぎ十字固め             | Bellator 248                                                         | 2020年10月11日 |
| ○    | ダニエル・ウェイチェル         | 5分3R終了 判定2-1                    | Bellator 243                                                         | 2020年8月7日   |
| ×    | マイケル・チャンドラー         | 5分3R終了 判定0-3                    | Bellator 192                                                         | 2018年1月20日  |
| ○    | アダム・ピコロッティ           | 1R 3:19 リアネイキドチョーク         | Bellator 183                                                         | 2017年9月24日  |
| ○    | ヴァレリウ・ミルチア           | 1R 3:33 三角絞め                     | Bellator 168                                                         | 2016年12月10日 |
| ○    | ライアン・クートゥア           | 1R 1:01 腕ひしぎ十字固め             | Bellator 162                                                         | 2016年10月21日 |
| ×    | ババ・ジェンキンス             | 5分3R終了 判定0-3                    | Bellator 151                                                         | 2016年3月4日   |
| ○    | ISAO                           | 3R 3:50 リアネイキドチョーク         | Bellator 144                                                         | 2015年10月23日 |
| ○    | マーティン・ステイプルトン     | 1R 4:37 リアネイキドチョーク         | Bellator 125                                                         | 2014年9月19日  |
| ○    | マイク・リッチマン             | 5分3R終了 判定3-0                    | Bellator 120                                                         | 2014年5月17日  |
| ×    | ウィル・マルティネス           | 5分3R終了 判定0-3                    | Bellator 110 【フェザー級トーナメント準々決勝】                      | 2014年2月28日  |
| ○    | サウル・アルメイダ             | 1R 2:04 KO（パンチ連打）             | Bellator 109                                                         | 2013年11月22日 |
| ○    | ムサ・トリバー                 | 1R 1:01 リアネイキドチョーク         | Bellator 99                                                          | 2013年9月13日  |
| ○    | セルジオ・シウバ・ロドリゲス   | 1R 3:38 リアネイキドチョーク         | Smash Fight 【フェザー級トーナメント決勝】                           | 2013年5月3日   |
| ○    | ディエゴ・マルロン             | 1R 2:54 腕ひしぎ十字固め             | Smash Fight 【フェザー級トーナメント準決勝】                         | 2013年5月3日   |
| ○    | ジュランディル・サルディーニャ | 5分3R終了 判定3-0                    | Iron Fight Combat 3 【IronFCフェザー級タイトルマッチ】               | 2013年3月23日  |
| ○    | ホセ・イヴァニウド・ロペス     | 5分3R終了 判定3-0                    | Iron Fight Combat 2                                                  | 2012年12月7日  |
| ○    | グスタボ・ウルリッツァー       | 1R 1:19 リアネイキドチョーク         | Power Fight Extreme 8                                                | 2012年9月22日  |
| ○    | ディミトリー・ダミアーニ       | 1R 1:40 リアネイキドチョーク         | Iron Fight Combat 2                                                  | 2012年9月1日   |
| ○    | ジュリアーノ・ワンダレン       | 1R 0:56 リアネイキドチョーク         | Shooto Brazil 31                                                     | 2012年6月29日  |
| ○    | エジニウソン・ジュニオール     | 1R 1:02 リアネイキドチョーク         | Nitrix Champion Fight 9                                              | 2011年12月10日 |
| ○    | ジョナサン・ホセ・デ・ファリア | 1R 1:02 腕ひしぎ十字固め             | Brave FC: Gold Edition                                               | 2011年11月5日  |
| ×    | ホドリゴ・カヴァレイロ         | 5分3R終了 判定0-3                    | Adventure Fighters Tournament                                        | 2011年10月15日 |
| ○    | ティアゴ・サルトリ             | 2R 1:41 リアネイキドチョーク         | Capital Fight 4                                                      | 2011年9月6日   |
| ○    | アリヴァウド・リマ・シウバ     | 1R 2:56 腕ひしぎ十字固め             | BFL 12                                                               | 2011年8月13日  |
| ○    | アレッサンドロ・マルティンス   | 1R 1:29 リアネイキドチョーク         | Brave FC: Tryouts                                                    | 2011年4月30日  |
| ○    | エドゥアルド・ウェリントン     | 1R サブミッション                    | BFL: Fight Night 1                                                   | 2011年4月8日   |
| ○    | アンドレ・ペドロソ             | 2R 0:31 リアネイキドチョーク         | Gladiators FC 2                                                      | 2010年10月16日 |

## 獲得タイトル
- Iron Fight Combatフェザー級王座（2013年）
- Smash Fightフェザー級トーナメント優勝（2013年）
- アマチュアボクシング パラナ州王座（2007年）